# (37572) 1989 UC5
1989 UC5 (asteroide 37572) é um asteroide troiano de Júpiter. Possui uma excentricidade de 0.14509301 e uma inclinação de 9.36720º.
Este asteroide foi descoberto no dia 30 de outubro de 1989 por Schelte J. Bus em Cerro Tololo.